# Cloche de station

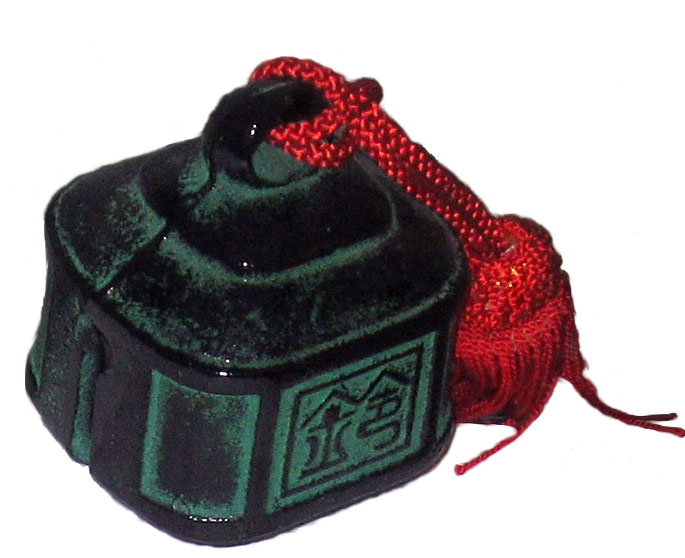
Une cloche de station

Dans le cadre du système ritsuryō japonais, les cloches de station ou cloches de poste (駅鈴, ekirei) sont des cloches de cuivre rouge délivrées par le gouvernement central ou par les bureaux gouvernementaux provinciaux et locaux à des fonctionnaires en voyage ou des messagers appelés ekishi (駅使),. Servant de preuve d'identité, elles leur permettent de se procurer des chevaux et de la main d’œuvre dans les stations de poste. Ces stations de poste se trouvent tous les 30 ri (16 kilomètres), chacune fournissant entre cinq et vingt chevaux de messagerie en fonction de la catégorie de la route.
Selon le rang de l'émissaire, les cloches sont marquées d'un certain nombre d'encoches indiquant le nombre de chevaux qui peuvent être demandés. Un prince de sang royal de premier rang recevra dix chevaux. Lors de missions urgentes, les ekishi chevaucheront avec leur cloche afin d'être en mesure de changer de chevaux sans délai à toute heure du jour ou de la nuit,.
Ces cloches sont également appelées « Cloches de poste de routes » (ekiru no suzu) ou « Cloches d'écurie » (umaya no suzu). Le système est établi par le code de Taihō à partir de 701 et reste employé jusqu'à la fin du XIIe siècle à la fin de l'époque de Heian quand il tombe en désuétude avec la disparition de l’État centralisé,.
Un jeu de deux cloches de station qui se trouve sur l'île de Dōgo-jima à Okinoshima dans la préfecture de Shimane et porte le nom « Ekirei de la province d'Oki » (隠岐国駅鈴, oki no kuni ekirei) a été désigné bien culturel important du Japon. Une commode de style chinois à six pieds accordée par l'empereur Kōkaku est attachée à la nomination. Les cloches ont été transmises de génération en génération au sein de la famille Oki dont les membres sont associés au sanctuaire Tamawakasu no Mikoto (玉若酢命神社, tamawakasu no mikoto jinja) et aux administrateurs régionaux de la province d'Oki. Elles se trouvent de nos jours dans la salle aux trésor de la famille Oki (億岐家宝物館, Oki-ke　Hōmotsu-kan) à Okinoshima.
Les deux cloches sont plates et de forme octogonale en cuivre coulé. D'un côté du corps est sculpté le caractère 駅 (station) et de l'autre côté, le caractère 鈴 (cloche). Dans la partie inférieure de la cloche trois et quatre pieds sont fixés respectivement. Elles pèsent l'une 700 g et l'autre 770 g. Avant la Seconde Guerre mondiale, les cloches avaient été désignées trésor national le 30 avril 1935 mais elles ont perdu ce statut dans la réorganisation de la protection des biens culturels après la guerre, quand toutes les pièces auparavant désignées « trésors nationaux » ont été rétrogradées « biens culturels Importants » en 1950.

## Source de la traduction
- (en) Cet article est partiellement ou en totalité issu de l’article de Wikipédia en anglais intitulé « Station bell » (voir la liste des auteurs).